# Vallásszabadság szobor
A Vallásszabadság szobor Philadelphiában áll, Moses Jacob Ezekiel alkotása.
A szobrot a B’nai B’rith rendelte az amerikai függetlenség kivívásának századik évfordulója alkalmából. 1876. november 30-án, hálaadás napján avatták fel a Fairmount Parkban. Száz évvel később, a bicentenáriumon újraavatták. 1986. május 4-én áthelyezték az Independence (Függetlenség) Mall elé, a B'nai B'rith székháza és az amerikai zsidóság történetét bemutató múzeum (National Museum of American Jewish History) közé.
A szobrot a Rómában élő zsidó származású amerikai szobrász, Moses Jacob Ezekiel faragta ki egyetlen carrarai márványtömbből. A szoborcsoport négy allegorikus figurából áll. A főalak a szabadság istene, amely palástot és sodronyinget visel, frígiai sapkáját tizenhárom aranycsillag díszíti. Bal kezét a vesszőnyalábon és az amerikai alkotmányon nyugtatja, ujjai között babérkoszorú. Jobb kezét védelmezően előre nyújtja. Jobbján a vallást jelképező meztelen fiú alakja, amely egy tálban a hit öröklángját tartja. Az isten lába alatt a  türelmetlenséget jelképező kígyó, amelynek fejét az amerikai sas szorítja karmaival. A szobor 3,66 méter, a talapzat 6,1 méter magas.